# Crocidura mdumai
Crocidura mdumai és una espècie d'eulipotifle de la família de les musaranyes. És endèmica de Tanzània. L'holotip tenia una llargada de cap a gropa de 81 mm i una cua de 59 mm. Té el pelatge marró fosc al dors i gris fosc al ventre. L'espècie fou anomenada en honor del Dr. Simon Mduma, «en reconeixement de les seves contribucions als esforços de conservació i el seu estudi a llarg termini dels éssers vius de l'ecosistema del Serengueti».